# 文の里
文の里（ふみのさと）は、大阪府大阪市阿倍野区にある町名。現行行政地名は文の里一丁目から文の里四丁目。

## 地理
阿倍野区の東部に位置し、南西に昭和町、南東に桃ヶ池町、北西に三明町、北東に美章園、西に松崎町、東に東住吉区北田辺と接している。

## 歴史
地名は、この付近を通っていた南海平野線文ノ里停留場によるものである。

### 沿革
1951年（昭和26年）、大阪市阿倍野区北田辺町と天王寺町・桑津町・西田辺町の各一部より、文の里1 - 4丁目成立。

## 世帯数と人口
2024年（令和6年）9月30日現在の世帯数と人口は以下の通りである。
| 丁目         | 世帯数    | 人口    |
| ------------ | --------- | ------- |
| 文の里一丁目 | 426世帯   | 934人   |
| 文の里二丁目 | 607世帯   | 1,138人 |
| 文の里三丁目 | 451世帯   | 1,037人 |
| 文の里四丁目 | 819世帯   | 1,620人 |
| 計           | 2,303世帯 | 4,729人 |

### 人口の変遷
国勢調査による人口の推移。
| 1995年（平成7年）  | 4,549人 | [ 8 ]  |  |
| 2000年（平成12年） | 4,265人 | [ 9 ]  |  |
| 2005年（平成17年） | 4,115人 | [ 10 ] |  |
| 2010年（平成22年） | 4,189人 | [ 11 ] |  |
| 2015年（平成27年） | 4,502人 | [ 12 ] |  |
| 2020年（令和2年）  | 4,558人 | [ 13 ] |  |

### 世帯数の変遷
国勢調査による世帯数の推移。
| 1995年（平成7年）  | 1,863世帯 | [ 8 ]  |  |
| 2000年（平成12年） | 1,809世帯 | [ 9 ]  |  |
| 2005年（平成17年） | 1,823世帯 | [ 10 ] |  |
| 2010年（平成22年） | 1,950世帯 | [ 11 ] |  |
| 2015年（平成27年） | 2,023世帯 | [ 12 ] |  |
| 2020年（令和2年）  | 2,093世帯 | [ 13 ] |  |

## 学区
市立小・中学校に通う場合、学区は以下の通りとなる。なお、小学校・中学校入学時に学校選択制度を導入しており、通学区域以外に阿倍野区の小学校（自宅から概ね2km以内）・中学校から選択することも可能。
| 丁目         | 番   | 小学校                                | 中学校                                    |
| ------------ | ---- | ------------------------------------- | ----------------------------------------- |
| 文の里一丁目 | 全域 | 大阪市立常盤小学校                    | 大阪市立文の里中学校                      |
| 文の里二丁目 | 全域 | 大阪市立常盤小学校                    | 大阪市立文の里中学校                      |
| 文の里三丁目 | 全域 | 大阪市立常盤小学校                    | 大阪市立文の里中学校                      |
| 文の里四丁目 | 全域 | 大阪市立常盤小学校 大阪市立苗代小学校 | 大阪市立文の里中学校 大阪市立阿倍野中学校 |

※四丁目は、調整区域の為、入学時にどちらかを選択

## 事業所
2021年（令和3年）現在の経済センサス調査による事業所数と従業員数は以下の通りである。
| 丁目         | 事業所数  | 従業員数 |
| ------------ | --------- | -------- |
| 文の里一丁目 | 49事業所  | 760人    |
| 文の里二丁目 | 28事業所  | 142人    |
| 文の里三丁目 | 26事業所  | 198人    |
| 文の里四丁目 | 46事業所  | 228人    |
| 計           | 149事業所 | 1,328人  |

## 交通

### バス
2020年4月現在
- 大阪シティバス[17]
  - 6号系統：あべの区役所前

### 道路
- あびこ筋

## 施設
- 文ノ里停留場 - 町名の由来となった駅。
- 阿倍野区役所
- 大阪市立工芸高等学校
- 大阪市立第二工芸高等学校
- 明浄学院高等学校
- 大阪市立デザイン教育研究所
- 阿倍野文ノ里郵便局
- ハローワーク阿倍野
- 文の里公園

## ゆかりのある人物
- 井上源治郎（クレパス本舗桜商会技術顧問） - 住所が文の里4丁目[18]。

## その他

### 日本郵便
- 〒545-0004[3]（集配局：阿倍野郵便局[19]）